# Erika Miyoshi
Erika Miyoshi (三好 絵梨香 Miyoshi Erika?,  nascută 8 noiembrie 1984 în Sapporo, Prefectura Hokkaidō, Japonia) este o actriță japoneză. 

## Apariții

### Emisiuni TV
| Show | Start date | End date   |
| --- | ---------- | ---------- |
| Majokko Rika-chan no Magical v-u-den (魔女っ娘。梨華ちゃんのマジカル美勇伝?) (魔女っ娘。梨華ちゃんのマジカル美勇伝) | 2004-10-04 | 2004-12-24 |
| Musume Dokyu! (娘Dokyu!?) (娘Dokyu!)                                                                                | 2005-04-06 | 2005-06-17 |

### Radio
| Program | Start date | End date      |
| --- | ---------- | ------------- |
| Hello Pro Yanen!! (ハロプロやねん!!?)! (ハロプロやねん!!)                                                            | 2005-02-04 | 2005-03-18    |
| B.B.L. | 2005-04-03 | Still running |
| TBC Fun Fīrudo Mōretsu Mōdasshu (TBC Funふぃーるど・モーレツモーダッシュ?) (TBC Funふぃーるど・モーレツモーダッシュ) | 2005-08-08 | 2005-08-12    |
| TBC Fun Fīrudo Mōretsu Mōdasshu (TBC Funふぃーるど・モーレツモーダッシュ?) (TBC Funふぃーるど・モーレツモーダッシュ) | 2005-08-22 | 2005-08-26    |